# Castelbottaccio
Castelbottaccio est une commune italienne de la province de Campobasso, dans la région Molise. Elle se trouve à 109 km de Naples, 677 km de Turin, dans le nord, et 474 km de Catane, en Sicile, dans le sud.

## Géographie
Castelbottaccio se situe dans le sud-est du Molise et est la commune limitrophe de Civitacampomarano, de Lucito, de Lupara et de Morrone del Sannio.

## Histoire
Au début des années 1900, le petit village de Castelbottaccio ne comporte qu'un peu moins de 2 500 habitants qui ne vivent, pour quasi la totalité, que de l'agriculture. Peu après la Première Guerre mondiale, seulement une centaine de personnes sont obligées de partir dans les grandes villes car l'agriculture ne leur rapporte plus assez pour nourrir leurs familles. Lors de la Seconde Guerre mondiale, un seul mort est à déplorer : un campagnard qui voulut sauver ses bêtes et donc, son économie, fut touché par des éclats de bombes perdues lancées par les Allemands. C'est alors après la Seconde Guerre mondiale qu'il y a une énorme diminution de la population : de 1 400 habitants en 1951, Castelbottaccio tombe à 770 habitants en 1970. Malgré une légère hausse du nombre d'habitants dans les années 1980, la population ne cesse de baisser et n'est constituée que de 381 habitants en 2017.

## Administration
| Période                                  | Période | Identité | Étiquette | Qualité |
| ---------------------------------------- | ------- | -------- | --------- | ------- |
|                                          |         |          |           |         |
| Les données manquantes sont à compléter. |         |          |           |         |

### Communes limitrophes
Civitacampomarano, Lucito, Lupara, Morrone del Sannio